# Továrna Technoplyn (Hlubočepy)
Továrna Technoplyn v Hlubočepích je zaniklý průmyslový areál v Praze 5 v ulici Hlubočepská, u bývalého nádraží Praha-Hlubočepy ve východní části Přírodní rezervace Prokopské údolí.

## Historie
Roku 1898 založili výrobci šumivých limonád akciovou společnost „Český průmysl pro výrobu a zužitkování kyseliny uhličité v Praze“. Výrobu zahájili v květnu 1899 v Hlubočepích u Prahy v továrně, kterou vedl Karel Tichý. Areál se rozkládal na severní části pozemku firmy Barta & Tichý a od jižní části pozemku firmy, kde stála vápenka, byl oddělen kolejištěm trati z Prahy do Rudné a železniční stanicí Hlubočepy. Roku 1910 se zde jako první v českých zemích začal vyrábět kyslík zkapalňováním vzduchu na strojích značky Linde.

## Po roce 1948
Roku 1948 byla továrna znárodněna a společně se sousedním Hydroxygenem začleněna do národního podniku Technoplyn.

## Po roce 1989
Provoz byl ukončen v polovině 90. let 20. století. Nevyužívané stavby začaly chátrat a Ministerstvo kultury odmítlo návrh na jejich památkovou ochranu. Roku 2013 byly všechny budovy kromě bývalého Hydroxygenu zbořeny a na jejich místě je stavěn uzavřený areál vila domů.